# Интерлейкин 1
Интерлейкин 1  (англ. Interleukin-1, IL-1) — цитокин, медиатор воспаления и иммунитета, синтезируется многими клетками организма, в первую очередь активированными макрофагами, кератиноцитами, стимулированными B-клетками и фибробластами. 

## История
Интерлейкин-1 был одним из первых открытых интерлейкинов. Он был открыт в 1943—1948 годах Menkin и Beeson в результате исследований цитокинов из клеток перитонеального экссудата, выделенных из кролика и вызывающих  повышение температуры, контролирующий активность лейкоцитов, увеличивающий количество клеток костного мозга и приводящий к дегенерации суставов. Позже было обнаружено, что существует два сходных интерлейкина 1: альфа и бета.

## Надсемейство интерлейкина 1
Кроме интерлейкинов 1α и 1β в группу интерлейкинов 1 относят антагонист рецептора интерлейкина 1, а также интерлейкины -18 и -33. Все они обладают определённым сходством структуры. Кроме этого, было обнаружено ещё 6 факторов, отнесённых к этому надсемейству.

## Структура
Интерлейкин-1α и интерлейкин-1β синтезируются в виде предшественников и превращаются в зрелые белки после отщепления пропептида либо протеазой каспаза-1, либо т.н. интерлейкин-1-конвертирующим ферментом (ICE). Оба белка имеют молекулярную массу ~18 кДа. Структура обоих интерлейкинов включает 12-14 β-складок, образующих бочкообразный или цилиндрический белок.